# Lungmenshanaspis
Lungmenshanaspis è un genere estinto di pesci agnati, appartenente ai galeaspidi. Visse nel Devoniano inferiore (circa 410 - 408 milioni di anni fa) e i suoi resti fossili sono stati ritrovati in Cina.

## Descrizione
Questo pesce possedeva un aspetto decisamente bizzarro: lo scudo cefalico, di forma triangolare, era dotato di un lungo rostro anteriore sottilissimo e di due proiezioni altrettanto sottili e allungate dirette lateralmente e ricurve leggermente verso il basso. Era un galeaspide di piccole dimensioni (solitamente non superava i 15 centimetri di lunghezza); come tutti i galeaspidi, Lungmenshanaspis era fornito di un'apertura mediana posta dorsalmente sullo scudo cefalico; in questo genere, l'apertura era vagamente a forma di cuore e leggermente anteriore agli occhi. 

## Classificazione
Lungmenshanaspis era un rappresentante atipico dei galeaspidi, un gruppo di pesci agnati tipici del Siluriano e del Devoniano della Cina. In particolare, sembra che Lungmenshanaspis fosse una delle forme più derivate, ascrivibile alla famiglia Huananaspididae e alla sottofamiglia Macrothyraspinae. La specie tipo, Lungmenshanaspis kiangyouensis, venne descritta per la prima volta nel 1975 sulla base di resti fossili rinvenuti nei pressi di Jiangyou, nella provincia di Sichuan in Cina. Un'altra specie, L. yunnanensis, venne descritta in seguito sulla base di resti fossili ritrovati nella provincia di Yunnan.